# Exército Branco
Exército Branco (em russo:  Белая Армия, transl. Bélaya Ármiya) ou Guarda Branca (em russo:  Белая Гвардия, белогвардейцы, transl. Bélaya Gvárdiya, Belogvardeitsy) foi o nome dado ao braço militar do Movimento Branco, durante a Guerra Civil Russa. Era formado por forças nacionalistas e contrarrevolucionárias russas, tinha representação de organizações anti-comunistas, conservadores e, em alguns casos, pró-czaristas,os defensores da antiga República Russa, mencheviques, socialistas revolucionários além de outras facções, que, após a Revolução de Outubro, lutaram contra o Exército Vermelho dos bolcheviques na Rússia.
As outra forças envolvidas na guerra civil foram o anarquista Exército Insurgente Makhnovista (Exército Negro), o nacionalista Exército Verde e o separatista Exército Azul polonês.

## Estrutura

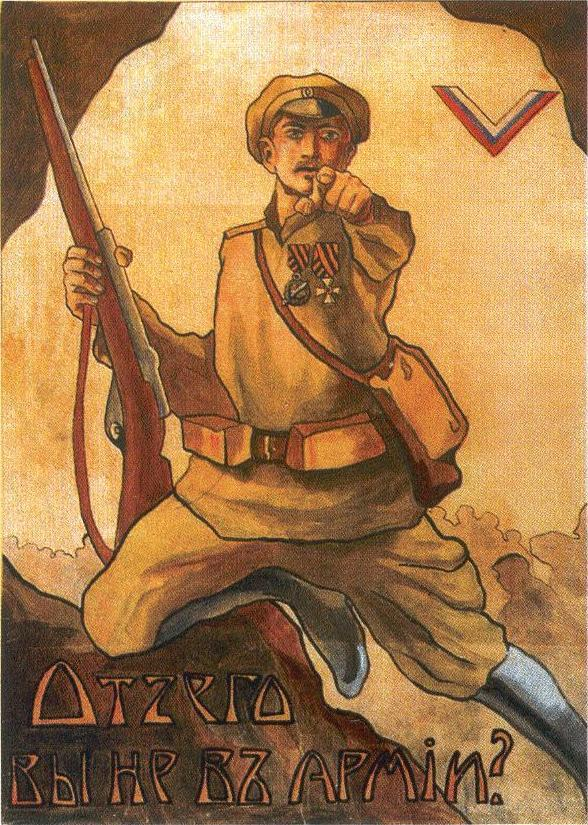
"Por que você ainda não está no exército?" Cartaz de propaganda do Exército de Voluntários durante a guerra civil.

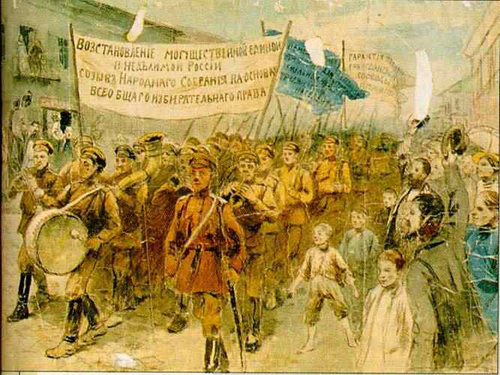
"Restauração de uma Rússia forte, unida e indivisível e, a criação de uma assembleia popular, baseada no sufrágio universal." Propaganda de 1919.

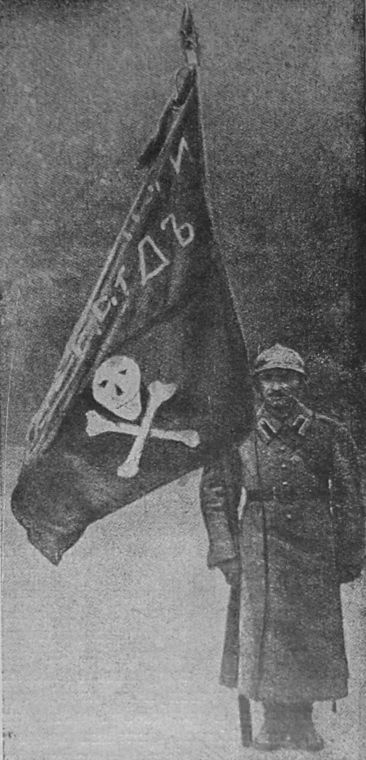
Estandarte do "batalhão da morte" durante a I Guerra Mundial.

O Exército de Voluntários no sul da Rússia, tornou-se o mais proeminente e a maior das várias forças brancas. Começando como uma pequena e bem organizada força militar em Janeiro de 1918, o Exército Voluntário logo cresceu. Os cossacos de Kuban juntaram-se ao Exército Branco, e o recrutamento de camponeses e cossacos começou. No final de Fevereiro de 1918, 4000 soldados sob o comando do general Aleksei Kaledin foram forçados a recuar a partir de Rostov do Don devido ao avanço do Exército Vermelho. Na que ficou conhecida como "Marcha de gelo", eles viajaram para Kuban, a fim de unir-se com o cossacos (a maioria dos quais não apoiavam o Exército de Voluntários). Em Março, 3 000 homens sob o comando do general Victor Pokrovsky juntaram-se ao exército voluntário, aumentando sua participação para 6 000, e em Junho, para 9 000. Em 1919, os cossacos do Don uniram-se ao exército que começou a recrutar camponeses ucranianos. Naquele ano, entre Maio e Outubro, o Exército Voluntário cresceu de 64 000 para 150 000 soldados e teve mais adesão que o seu inimigo Exército Vermelho. O Exército Branco foi composto por anti-bolcheviques, como cossacos, nobres e camponeses, como conscritos e como voluntários.
O movimento Branco possuía várias forças navais, que foram também baseadas em rios. Especialmente a Frota de Wrangel, última remanescente da Marinha Imperial Russa no Mar Negro.
A força aérea branca incluía a S.B.A.C. (Slavo-British Aviation Corps). O ás da aviação russo Alexander Kazakov serviu naquela unidade.
Os líderes e primeiros membros do Movimento Branco vieram principalmente das fileiras dos oficiais militares. Muitos vieram de fora da nobreza, como generais Mikhail Alekseyev e Anton Denikin (oriundos de famílias de servos)  e Lavr Kornilov (cossaco).
Os generais brancos nunca controlaram a administração  que muitas vezes empregava "funcionários pré-revolucionários" ou "oficiais militares com inclinações monarquistas" para administrar as regiões controladas pelos Brancos. Frequentemente, os exércitos brancos agiam desordenadamente, de forma da ilegal  (ver: Terror Branco) e o sentimento de antissemitismo levou seus integrantes a promoverem progroms contra os judeus. Além disso, os "territórios brancos" tiveram várias moedas diferentes e com taxas de câmbio instáveis. A moeda chefe, o Rublo de Exército Voluntário, não tinha lastro em ouro.

## Colaboração estrangeira
Em vários momentos os aliados ocidentais da Tríplice Entente e forças de intervenção estrangeiras proporcionaram importante assistência ao Exército Branco. Isto levou alguns a vê-lo como representante dos interesses da potências rivais, o que a propaganda comunista aproveitou plenamente, divulgando que os oficiais "brancos" apenas obedeciam ordens da França e Reino Unido contrariando os interesses da Rússia.   
No campo de batalha, o Exército Branco contou, ocasionalmente, com o auxílio de forças japonesas, britânicas, canadenses, estadunidenses, entre outras. Entre Março e Abril de 1918, criou-se um corpo expedicionário para intervir na Sibéria Oriental. No oriente, o Exército Branco dependia completamente do Império do Japão que tinha grande interesse econômico na Sibéria.   

## Teatro de operações

Sob controle bolchevique, Fevereiro de 1918
Sob controle bolchevique, verão de 1918
Avanço máximo do Exército Branco.

Os brancos e os vermelhos lutaram na Guerra Civil Russa de Novembro 1917 até 1921, e batalhas isoladas continuaram acontecendo no Extremo Oriente até 1923. O Exército Branco, auxiliado pelas forças aliadas (Tríplice Entente) de países como Japão, Reino Unido, França, Itália, Estados Unidos e (às vezes) as forças de potências centrais como a Alemanha e Áustria-Hungria, lutou na Sibéria, Ucrânia e Crimeia. Eles foram derrotados pelo Exército Vermelho devido à desunião militar e ideológica, bem como a determinação e crescente unidade do Exército Vermelho e os esforços consideráveis do Exército Makhnovista.
O Exército Branco operou em três frentes principais:

### Frente Sul
A atividade dos brancos no sul teve início em 15 de Novembro de 1917 (calendário gregoriano) sob comando do general Mikhail Alekseyev (1857-1918). Em Dezembro de 1917, o general Lavr Kornilov assumiu o comando militar do recém-formado Exército de Voluntários até sua morte em Abril de 1918, depois que o general Anton Denikin assumiu, tornando-se chefe do Forças Armadas do Sul da Rússia em Janeiro de 1919.
A Frente do sul caracterizou-se por operações de enorme escala e mostrou ser a ameaça mais perigosa para o governo bolchevique. Inicialmente, dependia inteiramente voluntários russos, principalmente cossacos (entre os primeiros a se oporem ao governo bolchevique). Em 23 de Junho de 1918 o Exército de Voluntários (8 000-9 000 homens) iniciou a sua chamada Segundo Campanha de Kuban com o apoio de Piotr Krasnov. Em Setembro, o Exército de Voluntários era composto de 30 000 a 35 000 membros, graças à mobilização dos cossacos de Kuban que reuniram-se no Cáucaso do Norte. Assim, o Exército de Voluntários tomou o nome do Exército Voluntário do Cáucaso. Em 23 Janeiro de 1919 o Exército de Voluntários sob Denikin derrotou o 11º exército soviético e, em seguida, capturou a região do Norte do Cáucaso. Depois de capturar Donbass, Tsaritsin (Volgogrado) e Kharkov em Junho, as forças de Denikin aproximaram-se de Moscou em 3 de Julho de 1919. Planos previam que 400 000 combatentes sob o comando do general Vladimir May-Mayevsky atacariam cidade.
No entanto, uma investida do Exército Makhnovista atrapalhou os planos de Denikin; suas tropas foram derrotado por uma frota de 5 a 15 mil guerrilheiros na região de Peregonovka, aldeia próxima a Uman, cidade situada no sul da Ucrânia, abrindo espaço para uma contra-investida liderada por Nestor Makhno, que tomaria as cidades de Alexandrovsk, Ekaterinoslav, Goulai-Polé, Krivói-Rog, Nikopol, Melitopol, Mariopol, Berdiansk, Sinelnikov, Volnovaka e Pavlogrado. A investida makhnovista alcançou por fim a Bacia do Donets, onde se localizavam os depósitos de suprimentos do Exército Branco, forçando suas tropas a recuar.
Após o fracasso do ataque do general Denikin a Moscou, em 26 e 27 de Março de 1920, os remanescentes do Exército de Voluntários evacuaram de Novorossiysk para a Crimeia, após a retirada Denikin renunciou ao posto de comandante chefe e foi substituído por Pyotr Wrangel.

### Frente Norte/Noroeste
Chefiada pelo Nikolai Yudenich, Yevgeny Miller e Anatoly Lieven, as forças brancas no Norte demonstraram menor cooperação com o Exército do Sul do general Denikin. O Exército do nordeste aliado com tropas da Estônia, e de Lieven com a Nobreza do Báltico. Aventureiros liderados por Pavel Bermondt-Avalov e Stanisław Bulak-Bałachowicz tiveram também um papel. A ação mais notável nesta frente, a "Operação Espada Branca" (Guerra de Independência da Estônia), tentou um avanço sem sucesso para a capital russa de Petrogrado no Outono de 1919.

### Frente Oriental (Sibéria)

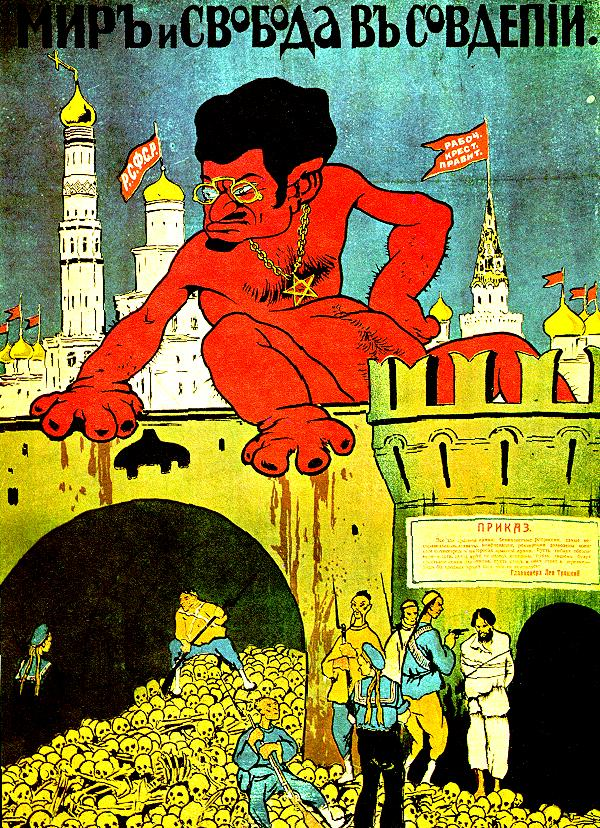
"Paz e Liberdade na Rússia Soviética."
Propaganda do Exército Branco que mostra o criador do Exército Vermelho, Leon Trotsky, como um gigantesco demônio usando um medalhão com pentagrama. Soldados chineses (abaixo, com uniformes azuis e dourados, usando tranças) numerosos no Exército Vermelho, executando um prisioneiro e amontoando ossos humanos (ver: Terror Vermelho).

A Frente Oriental começou na primavera de 1918, como um movimento secreto entre oficiais do exército e forças socialistas moderadas. Nessa frente, eles lançaram um ataque em colaboração com as Legião Checoslovaca (então retida na Sibéria pelo governo bolchevique, que a impedia de deixar a Rússia) e com os japoneses, que também intervieram para ajudar os brancos no leste (ver: Intervenção na Sibéria). O almirante Aleksandr Kolchak chefiou o exército contrarrevolucionário oriental e um governo provisório russo; apesar de algum sucesso significativo em 1919, eles foram derrotados e forçados a voltar ao extremo leste da Rússia, onde continuaram lutando até Outubro de 1922.

Distrito de Ayano-Maysky localizado no Krai de Khabarovsk: ultimo foco de resistência do Exército Branco.

Um pequeno grupo de soldados brancos lutaram sob o comando do autoproclamado "general" Grigory Semyonov, formando bandos que dedicavam-se a pilhagem. O barão Roman Ungern von Sternberg seguiu com suas forças para a Mongólia (ver: Ocupação da Mongólia), onde estabeleceu um regime pró-russo, ao custo de pesadas baixas. Mas, não conseguiu conduzir ou uma cooperação eficaz entre seus corpos, enquanto o Exército Vermelho gradualmente obteve vantagem e assumiu o poder na Mongólia. 

Quando os japoneses se retiraram, o exército soviético da República do Extremo Oriente retomou o território. A Guerra Civil foi declarada oficialmente terminada, embora Anatoly Pepelyayev ainda controlasse o distrito de Ayano-Maysky naquele momento. A Revolta Yakut de Pepelyayev, terminada em 16 de Junho de 1923, representou a última ação militar na Rússia por um Exército Branco. Ela terminou com a derrota final do último enclave anticomunista no país, e sinalizou o fim de todas as hostilidades militares associados à Guerra Civil Russa.

## Pós guerra

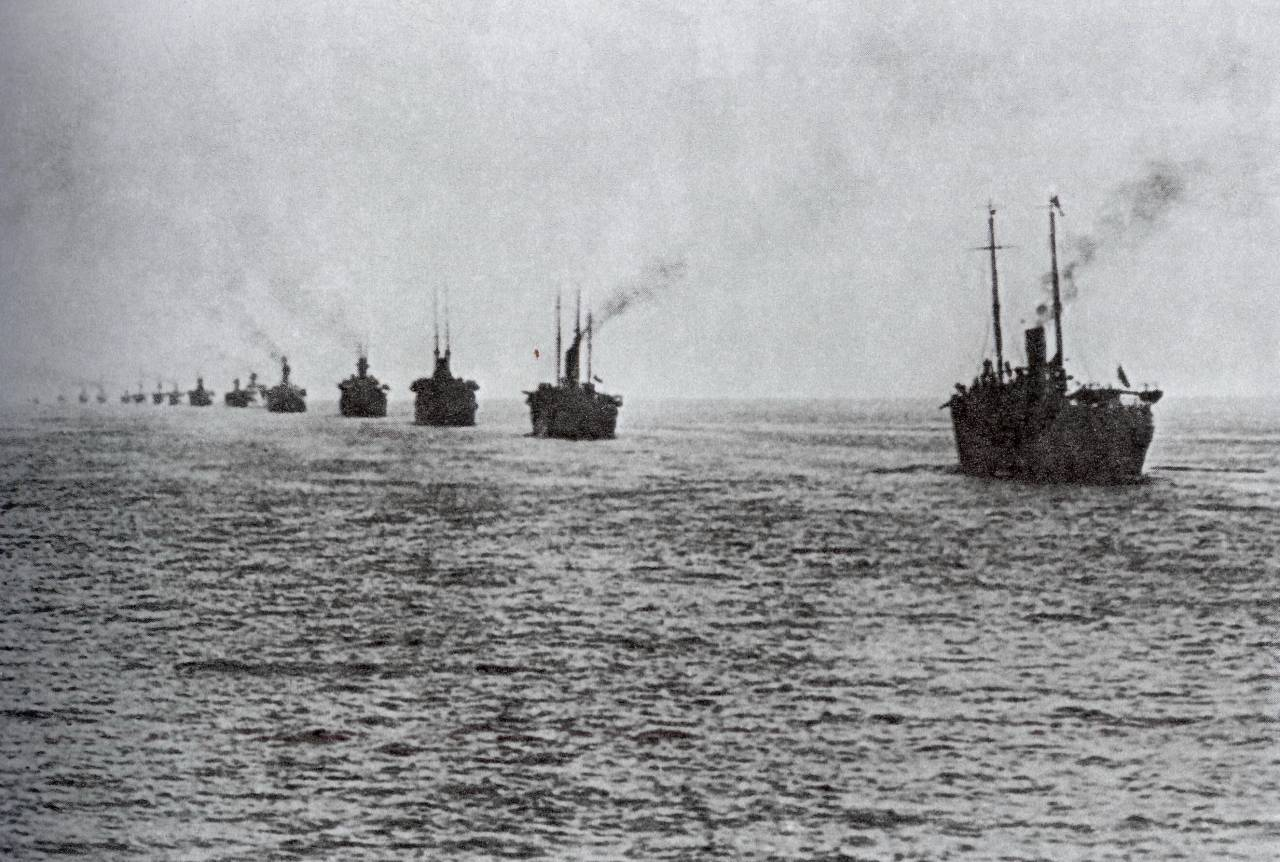
Frota de Wrangel, evacuando o Exército Branco da Crimeia para a Turquia (14 de Novembro de 1920).

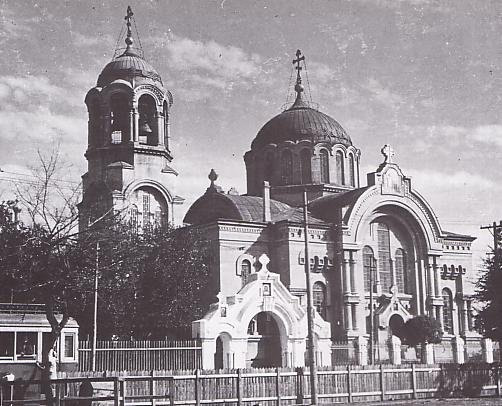
Templo Blagoveshchensky, igreja ortodoxa russa em Harbin.

Os antibolcheviques russos derrotados foram para o exílio, reunidos em Belgrado, Berlim, Paris, Harbin, Istambul, São Paulo  e Xangai. Eles estabeleceram redes militares e culturais que duraram até a II Guerra Mundial, por exemplo, os russos de Harbin e os russos na Xangai). Depois disso, os ativistas anticomunistas russos brancos estabeleceram uma base nos Estados Unidos, para onde numerosos refugiados imigraram.
Além disso, nos anos 1920 e 1930, o Movimento Branco estabeleceu organizações fora da Rússia, que foram feitas para depor o governo soviético por meio de guerra de guerrilhas, por exemplo, a União Geral de Combatentes Russos, a Irmandade da Verdade Russa, e a Aliança Nacional de Solidaristas Russos, uma organização anticomunista de extrema-direita fundada em 1930 por um grupo de jovens emigrados brancos em Belgrado, Iugoslávia. Alguns emigrantes brancos nutriam simpatias pró-soviéticas e foram chamados de "patriotas soviéticos". Essas pessoas formaram organizações como a Mladorossi, os eurasianistas, o Smenovekhovtsy. 
Um corpo de cadetes da Rússia foi estabelecido para preparar a próxima geração de anticomunistas para a "campanha de primavera", um termo esperançoso que denota uma campanha militar para reconquistar a Rússia do governo soviético. Em todo o caso, durante a II Guerra Mundial, enquanto alguns russos brancos participavam do Movimento de Libertação Russo, muitos cadetes se ofereceram para lutar pela Wehrmacht alemã no Russisches Schutzkorps Serbien (Corpo Russo, composto de exilados brancos da Iugoslávia) e no Exército Russo de Libertação. 
Depois da guerra, o combate antissoviético ativo continuou quase que exclusivamente pela Aliança Nacional de Solidaristas Russos: outras organizações foram dissolvidas, ou começaram a se concentrar exclusivamente em autopreservação e/ou educação da juventude. Várias organizações de juventude, como os Scouts-in-Exteris russos concentraram-se na educação de crianças focada na herança cultural russa pré-soviética.
Alguns apoiaram o rei Zog I da Albânia durante os anos 1920, e alguns serviram de forma independente com os nacionalistas espanhóis de Francisco Franco durante a Guerra Civil Espanhola. Russos brancos também atuaram ao lado do Exército Vermelho durante a Invasão soviética de Xinjiang e as Guerras de Xinjiang (1936).

## Personagens de destaque
- Aleksandr Kolchak
- Mikhail Alekseyev
- Nicholas Savich Bakulin
- Lavr Kornilov
- Anton Denikin
- Pyotr Nikolayevich Wrangel
- Nikolai Yudenich
- Yevgeny Miller
- Alexey Kaledin
- Mikhail Drozdovsky
- Mikhail Diterikhs
- Alexander Dutov
- Stanisław Bułak-Bałachowicz
- Pavel Bermondt-Avalov
- Ivan Ilyin
- Nikolai Ruzsky
- Vladimir Kappel
- Pyotr Krasnov
- Alexander Kutepov
- Mikhail Kvetsinsky
- Anatoly Lieven
- Sergey Markov
- Vladimir May-Mayevsky
- Konstantin Mamontov
- Viktor Pokrovsky
- Aleksandr Rodzyanko
- Grigory Semyonov
- Andrei Shkuro
- Roman Ungern von Sternberg
- Vladimir Antonov